# 永安百貨

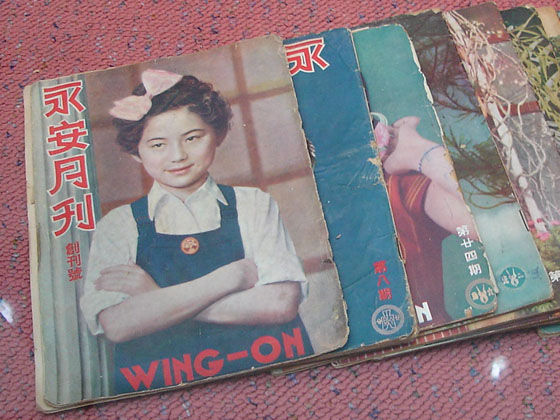
永安公司创办的《永安月刊》创刊号，藏于中山商业文化博物馆

永安百貨（英語：Wing On Department Store），簡稱永安，創辦於1907年6月28日，是香港其中一間歷史最悠久的百貨店，既是香港第二大華資百貨公司，亦是早年上海南京路四大華資百貨公司之一（當年與先施公司、新新公司和大新公司合稱為後四大公司）。

## 歷史
郭標、郭樂及其弟郭泉是香山（今广东中山市）华侨，早年在澳洲悉尼经营水果批发，1897年在悉尼禧市場（Haymarket）附近的歐迪模道（Ultimo Road）37號開辦“永安公司”，經營進口堅果、茶葉、米、烟花及薑。這一最早的永安大樓現在是旅館。

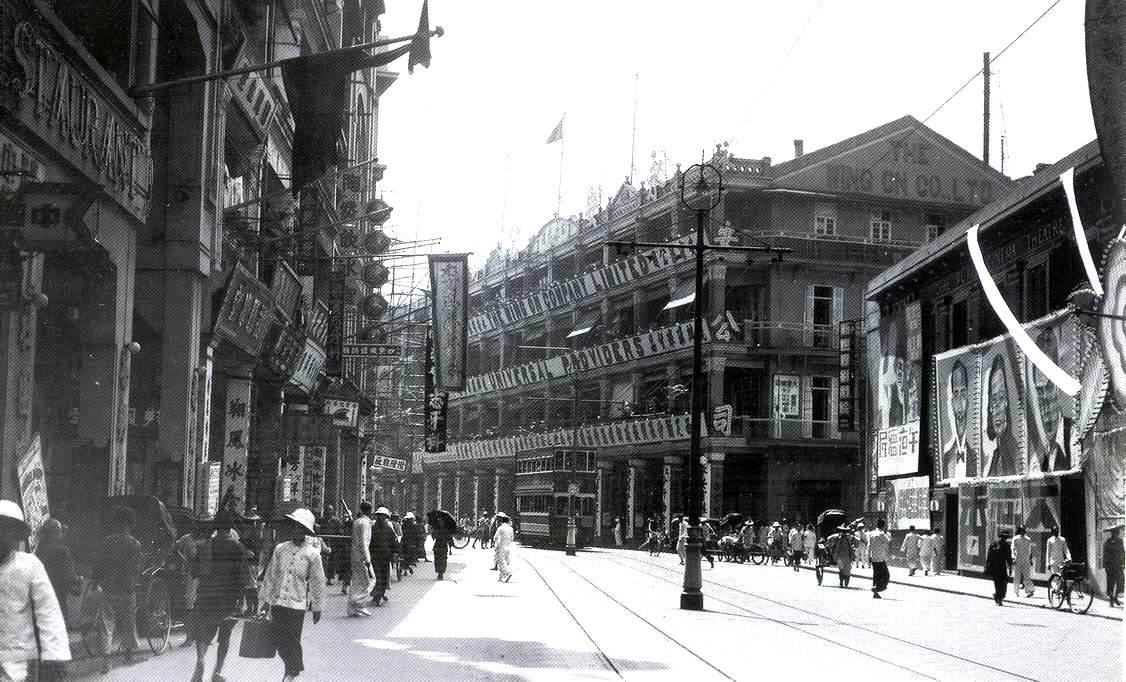
1920至30年代香港德輔道中的永安公司

1907年6月28日郭氏兄弟回到香港，創辦“永安公司”，地址在德輔道中107－235号（總店現址則位於上環德輔道中211號）。1918年9月5日，創辦上海永安百貨。先在南京路635号（浙江路口西南角）建成一栋6层营业大楼，1933年又在旁边浙江路和湖北路之间的尖角地带（南京路627号）新建22层的永安新厦。 永安是上海的“後四大公司”中的第二家，這四家公司都是由澳洲歸僑開辦，將由澳洲英地海登百貨（Anthony Hordern & Sons）首創的為所有顧客平等的提供專業服務的現代百貨公司概念帶到中國。

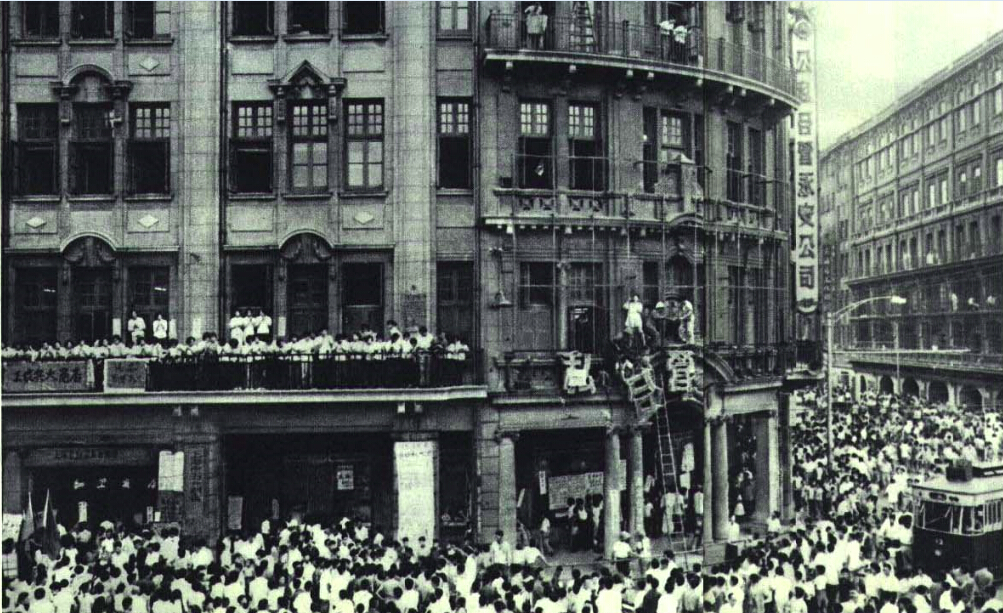
1966年上海永安公司旧牌被砸掉

1956年，位于上海的永安百货进行了公私合营，后于1966年更名为“国营东方红百货商店”，随后再次更名为“上海第十百货”，于1988年定名华联商厦。永安新厦则改为“上海华侨商店”，在中国大陆开放外汇兑换之前是上海少数可以用外汇券购买配给之外的物资的商店。2005年4月，华联商厦重新起用旧称“永安百货”，但与正統的香港永安公司已没有任何关系。上海的新国有永安百货英文用漢語拼音，而非永安公司一直沿用的粵式郵政式拼音，與很多被公私合營後的國有企業的做法相同。
永安百貨曾在香港開設多家分店，但部份其後結業，包括1970年代銅鑼灣波斯富街分店（現址為先施百貨銅鑼灣分店，2018年結業）、1980年代灣仔合和中心分店（現址為Taste超級市場）及1990年代旺角彌敦道分店（初時位於惠豐中心基座，後來遷往瓊華酒樓舊址，現為先施百貨旺角分店）、荃灣海濱廣場分店和南區香港仔中心分店，中環永安集團大廈分店，2001年美孚分店（現址為美孚廣場的多間店舖）結業，2004年2月把九龍灣（一期現址為馬莎百貨、二期現址為UNY百貨旗下PIAGO）及黃埔新天地分店（現址為馬莎百貨）結業。
1991年，永安百貨與日本無印良品成立合資公司開設分店，到1998年，日本總公司認為受到亞洲金融風暴影響，決定結束香港4間分店及及新加坡3間店舖。
而1990年代期間，日本株式會社西友將四成股權轉讓至永安百貨公司，直至1998年西田百貨的所有股權回歸日本株式會社西友。
2014年12月12日，永安百貨續租位於佐敦永安九龍中心地庫一層、部分地下、全層1樓至6樓，面積為132,757方呎，新租約每月租金624萬元，加租30%。
2015年2月26日，永安百貨公佈，其位於太古城中心之分店，獲業主太古地產通知不獲續約或延期，須在2015年8月即現有租約期滿遷出。原址於2016年初開設誠品生活。

## 現況
永安百貨現在由永安國際有限公司（港交所：0289）經營，由創辦人郭泉的後人管理，主席為郭志樑，副主席兼執行董事為郭志桁。永安百貨在香港現有3間分店，全位於自置物業裡, 店舖面積共36萬平方呎，員工總數約750名。
在正誠保安服務有限公司，郭文藻持股75%。

## 分店

### 現有分店

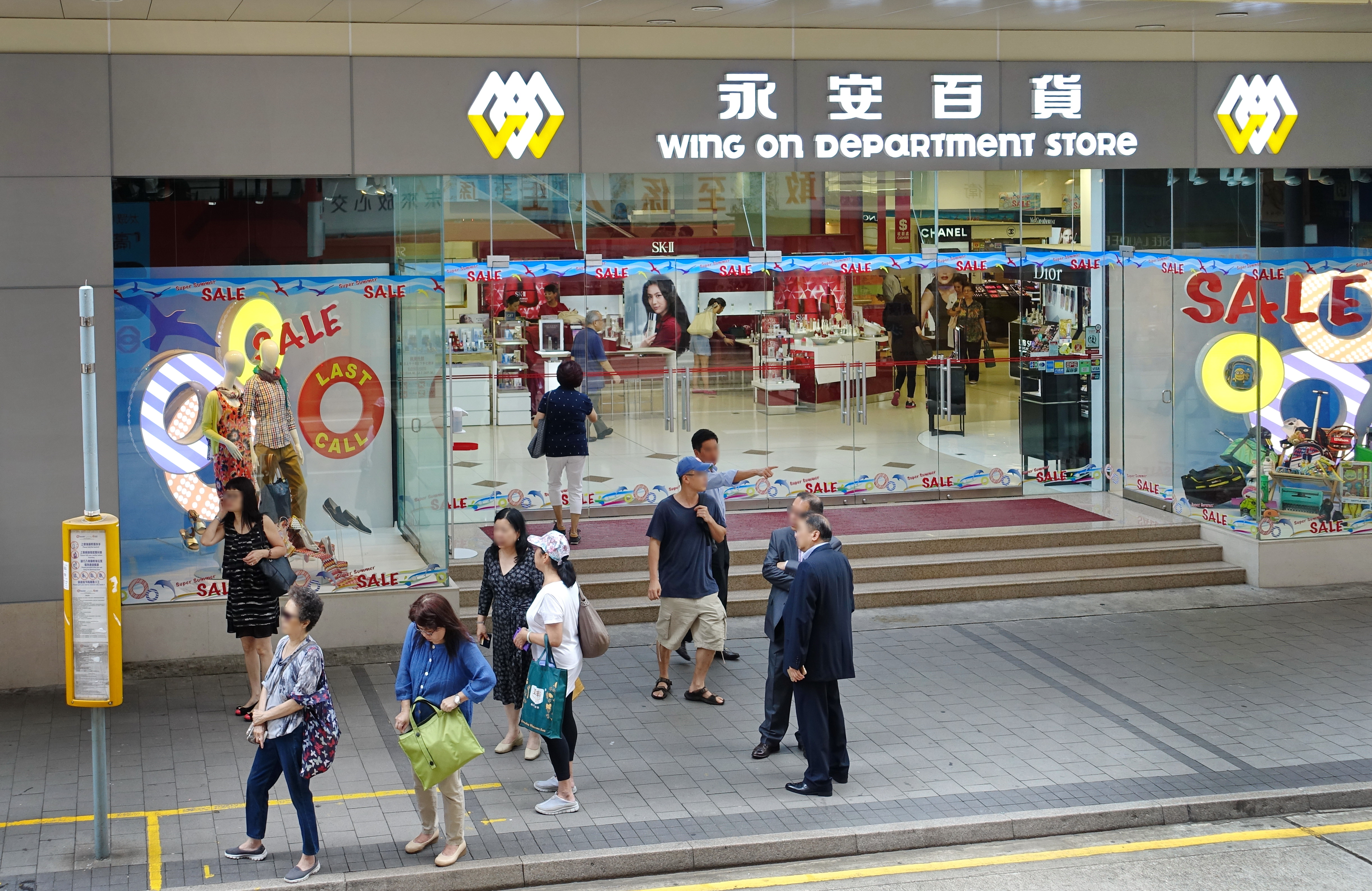
上環德輔道中211號永安公司總行正門

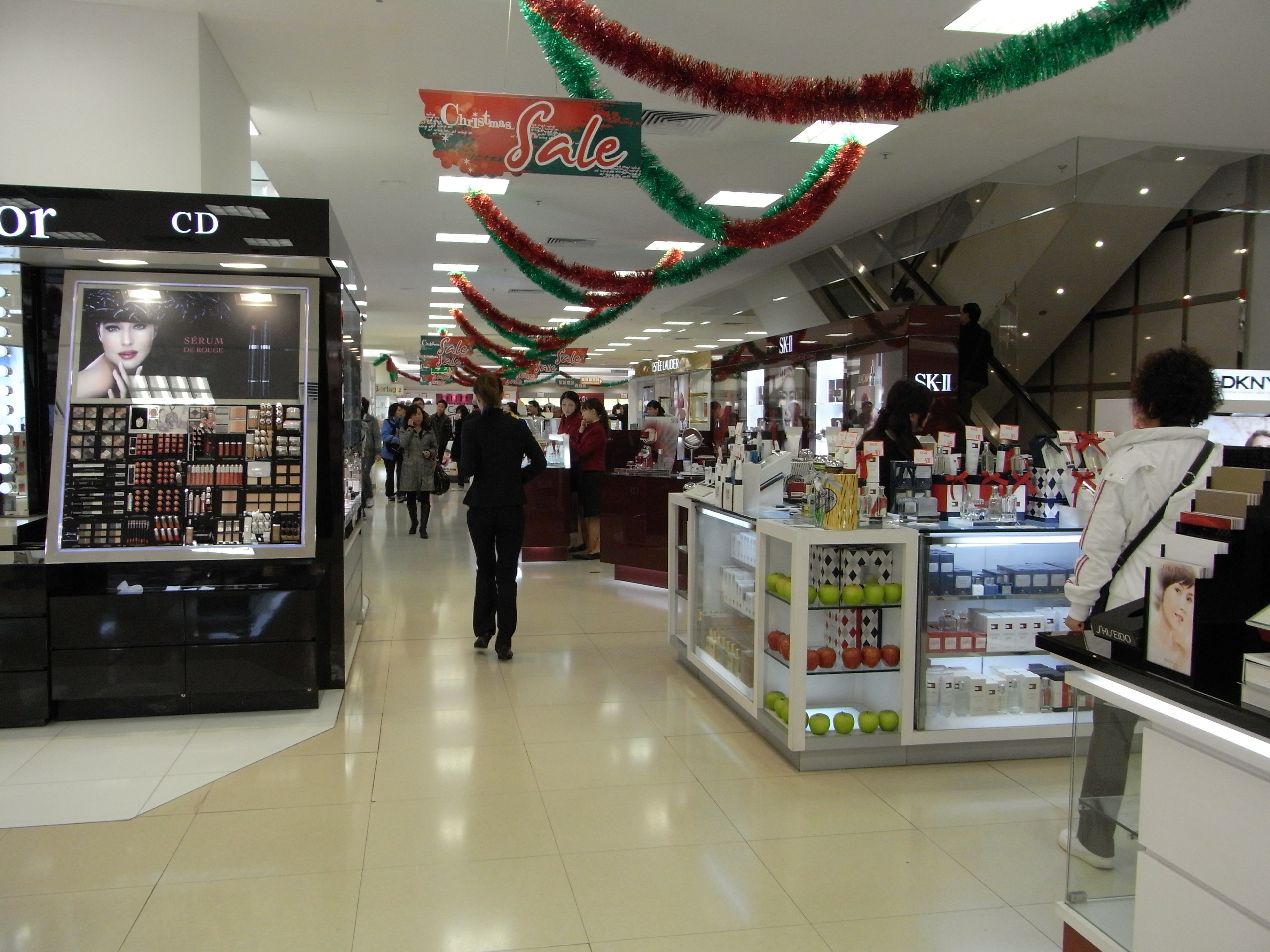
上環永安公司總行內貌

- 上環德輔道中211號永安中心（1978年10月23日開業至今）
- 油麻地彌敦道345號永安九龍中心（1999年開業至今）
- 尖沙咀東麼地道永安廣場（1982年開業至今，曾經受尖東站工程影響於2001-05年暫停營業）

### 已結業分店
- 太古城中心（1987年於一期3至5樓開業，2000年12月16日遷至地下至1樓，2015年8月2日（星期日）結業）
- 德福廣場（曾由一期遷至二期，2003年7月結業，一期為馬莎百貨、二期為PIAGO百貨，2019年結業）
- 美孚廣場（2001年結業）
- 黃埔新天地聚寶坊（2004年2月結業，現址為馬莎百貨）
- 旺角彌敦道 分店（初時位於惠豐中心基座，後來遷往瓊華酒樓舊址，現為先施百貨旺角分店）
- 荃灣海濱廣場（1997年結業）
- 香港仔中心二期分店（2000年結業）
- 銅鑼灣波斯富街分店（現址為先施百貨銅鑼灣分店，2018年結業）
- 灣仔合和中心分店（1997年結業，現址為Taste超級市場）
- 中環永安集團大廈分店
- 大嶼山愉景灣廣場（2000年開業，2023年結業）

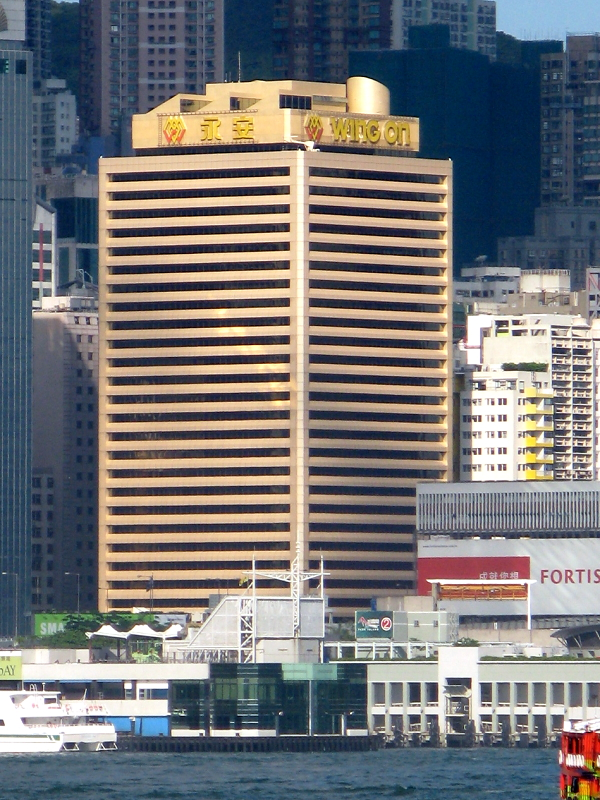
上環永安中心
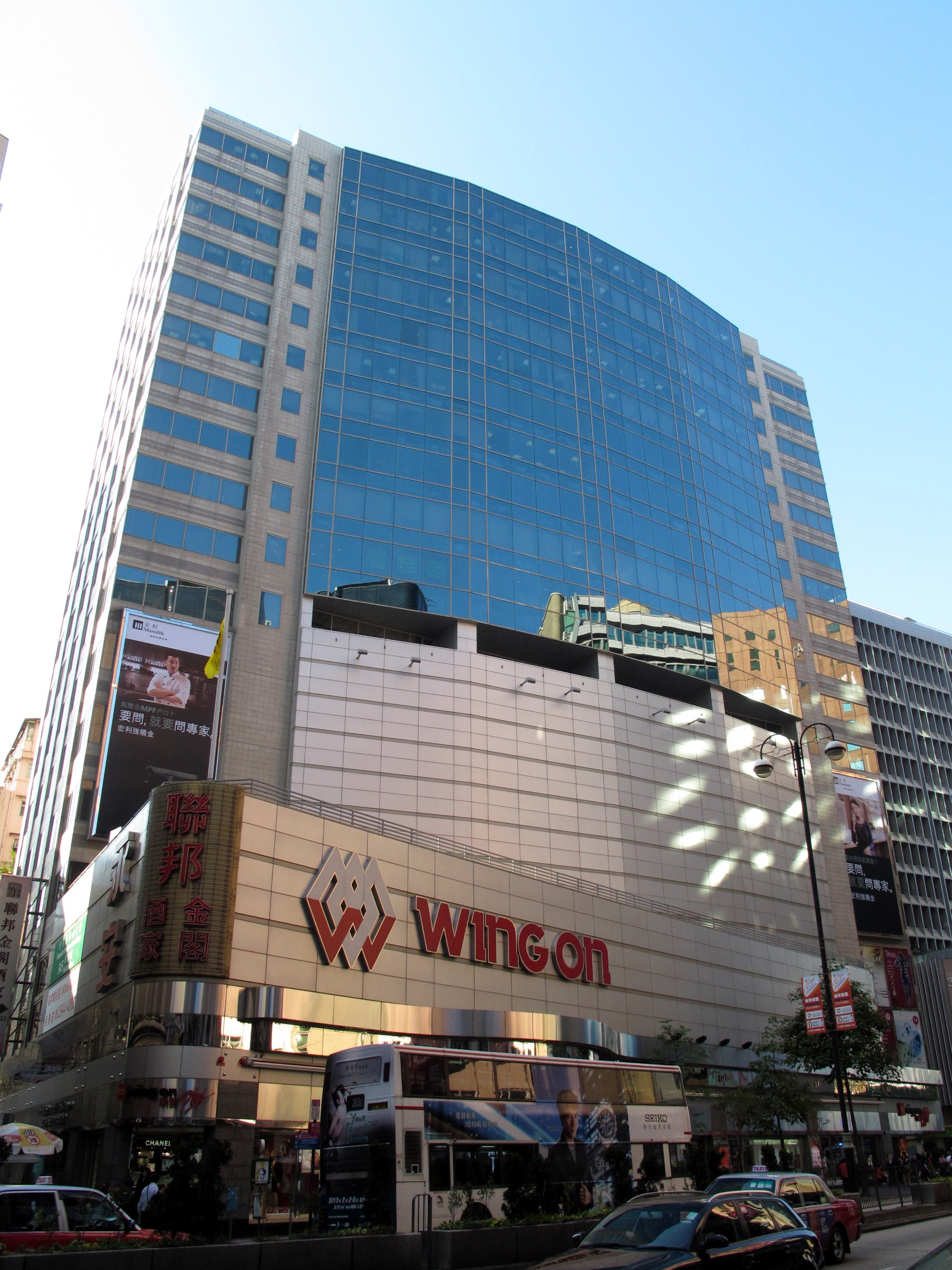
佐敦永安九龍中心
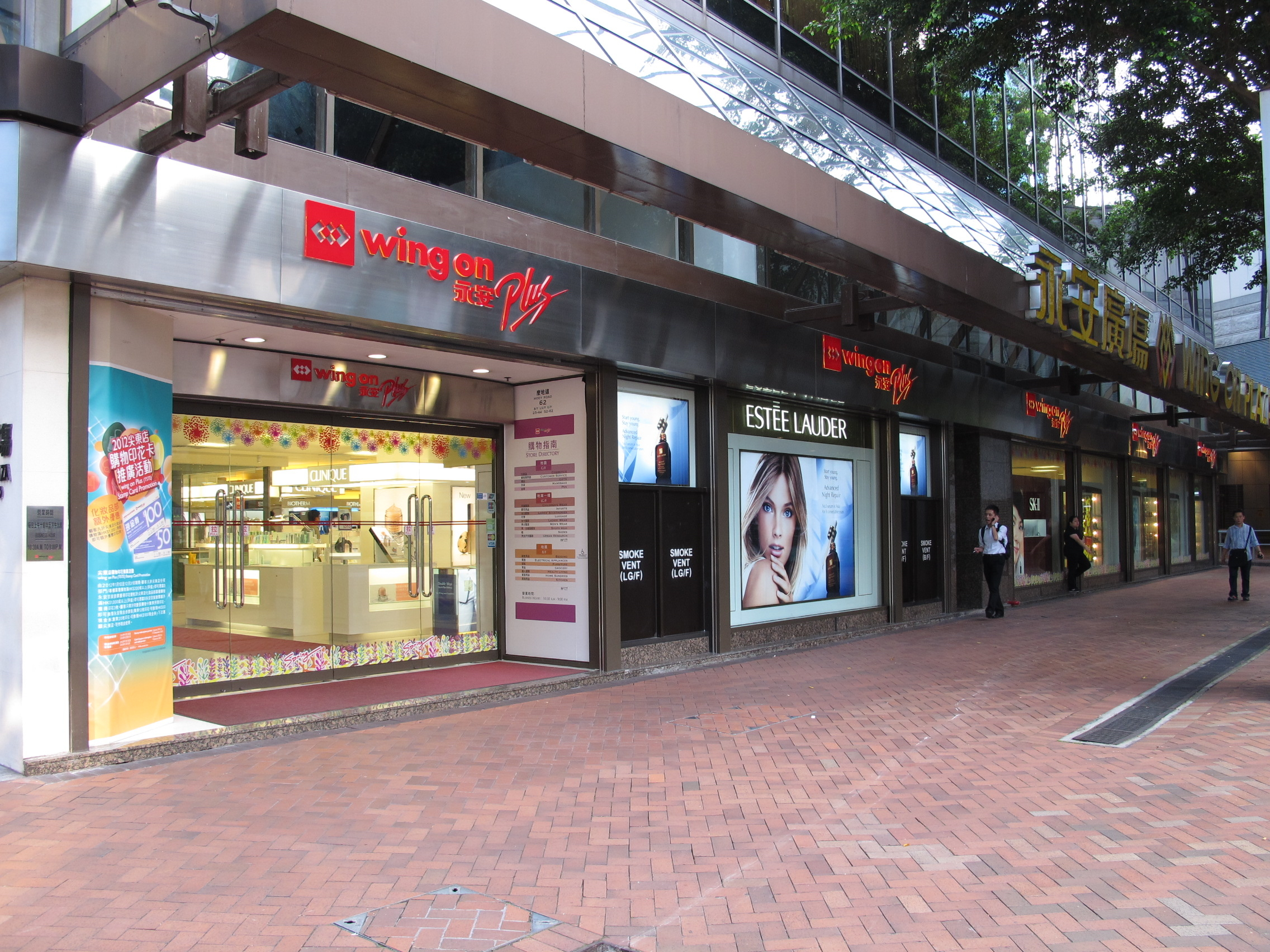
尖東永安廣場
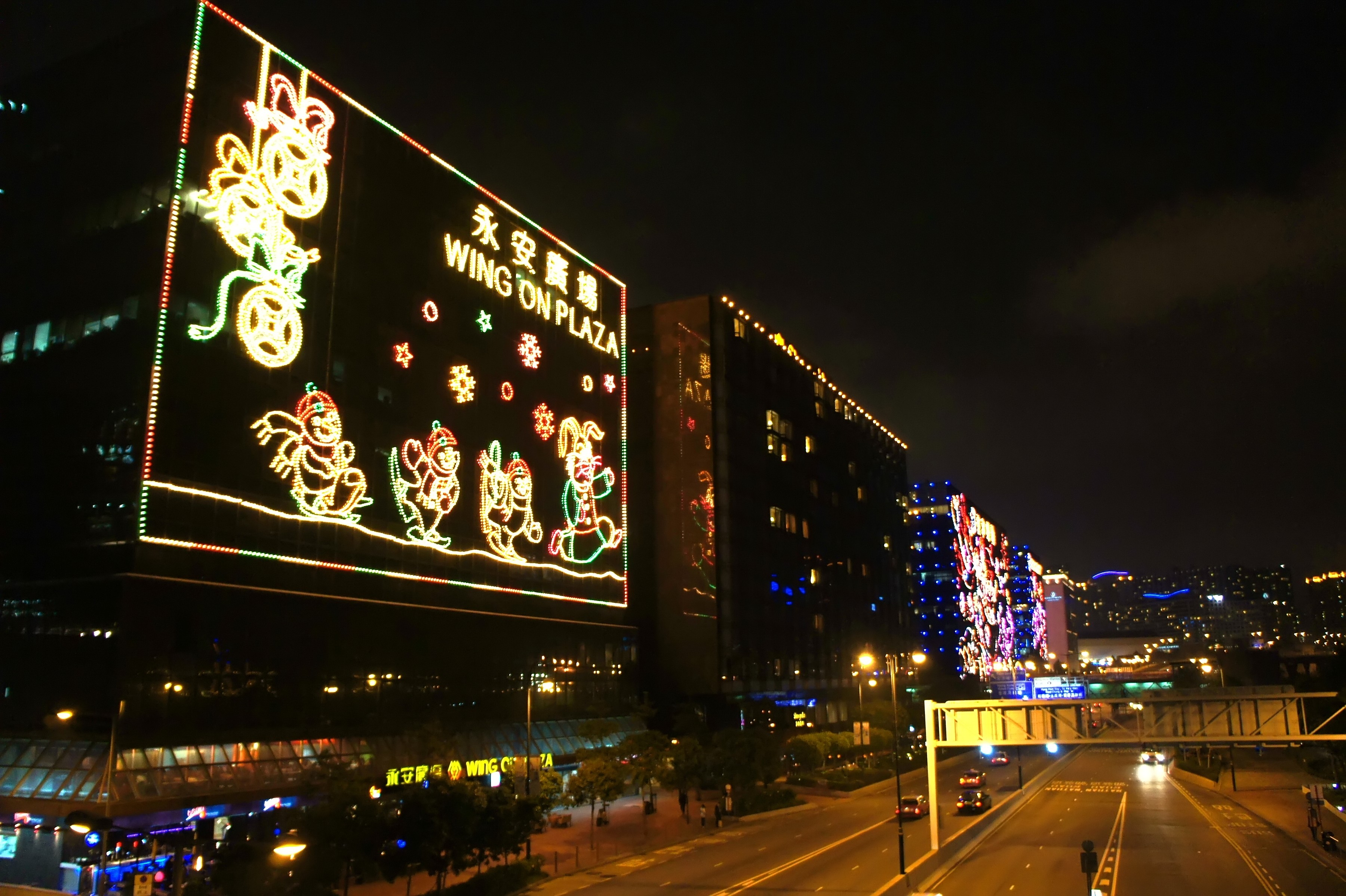
尖沙咀東永安廣場面向梳士巴利道的外牆，牆上是2010年聖誕及新年的燈飾
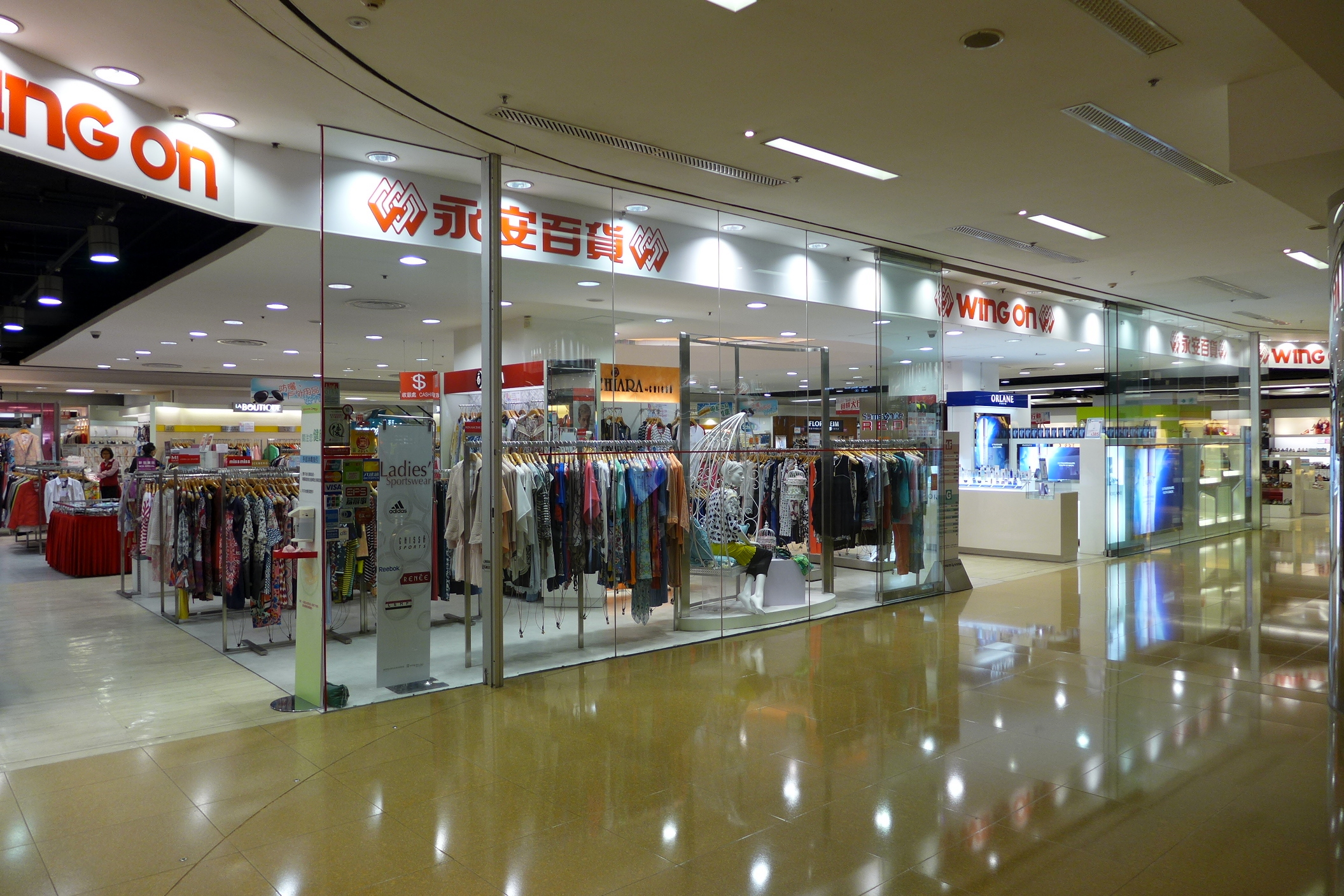
太古城中心分店已於2015年8月2日（星期日）結業

## 外部連結
- 永安百貨 （页面存档备份，存于）
- 連玲玲：〈企業文化的形成與轉型：以民國時期的上海永安公司為例 （页面存档备份，存于）〉。